# 임지연
임지연(한국 한자: 林智妍, 1990년 6월 23일 ~)은 대한민국의 배우이다.

## 생애
- 아버지는 경찰이며, 형제자매로는 언니 한 명과 남동생 한 명이 있다.
- 금호여자중학교와 풍문여자고등학교를 거쳐 (2009학번) 한국예술종합학교 연극원에 진학했다.
- 2011년부터 2013년까지 줄곧 단편영화에 출연하였으며, 2014년 영화 《인간중독》에 캐스팅되었다.[2] 이 작품은 수위 높은 노출로도 주목을 받았는데, 임지연은 이 작품으로 부일영화상 신인 여자연기상과 한국영화평론가협회상 신인여우상 및 대종상 신인여우상을 수상하였다.[3][4][5]

## 학력
- 서울금호초등학교 (졸업)
- 금호여자중학교 (졸업)
- 풍문여자고등학교 (졸업)
- 한국예술종합학교 연극원 연기과 예술사 (졸업)

## 작품 활동

### 영화
| 연도 | 제목               | 역할      | 비고 |
| ---- | ------------------ | --------- | ---- |
| 2011 | 재난영화           |           |      |
| 2012 | 포커페이스 걸      | 이윤솔    |      |
| 2013 | 농담               |           |      |
| 2013 | 9월이 지나면       | 지연      |      |
| 2014 | 인간중독           | 종가흔    |      |
| 2014 | 서울연애           | 골목 소녀 |      |
| 2015 | 간신               | 단희      |      |
| 2016 | 럭키               | 은주      |      |
| 2019 | 타짜: 원 아이드 잭 | 윤영미    |      |
| 2021 | 유체이탈자         | 문진아    |      |
| 2024 | 리볼버             | 정윤선    |      |

### 드라마
- 2015년 SBS 월화드라마 《상류사회》 ... 이지이 역
- 2016년 SBS 월화드라마 《대박》 ... 김담서 역
- 2016년 SBS 월화드라마 《닥터스》 ... 이수정 역 (특별출연)
- 2016년 MBC 주말연속극 《불어라 미풍아》 ... 김미풍 / 김승희 역
- 2019년 MBC 월화드라마 《웰컴2라이프》 ... 라시온 역
- 2021년 Seezn 웹드라마 《마법을 걸다》 ... 소중희 역
- 2022년 TVING 오리지널 드라마 《장미맨션》 ... 송지나 역
- 2022년 Netflix 오리지널 드라마 《더 글로리》 ... 박연진 역
- 2023년 ENA, 지니 TV 월화드라마 《마당이 있는 집》 ... 추상은 역
- 2023년 SBS 목요드라마 《국민사형투표》 ... 주현 역
- 2024년 JTBC 토일드라마 《옥씨부인전》 ... 옥태영 / 구덕이 역
- 2026년 《얄미운 사랑》 ... 위정신 역

## 작품 외 활동

### 방송 프로그램
| 연도 | 방송사 | 제목                           | 역할   | 비고                              |
| ---- | ------ | ------------------------------ | ------ | --------------------------------- |
| 2015 | SBS    | 정글의 법칙 in 인도차이나      | 부족원 | 2015년 3월 27일~2015년 5월 22일   |
| 2016 | SBS    | 런닝맨                         | 게스트 | 2016년 1월 19일                   |
| 2016 | SBS    | 런닝맨                         | 게스트 | 2016년 10월 9일                   |
| 2019 | SBS    | 런닝맨                         | 게스트 | 2019년 8월 25일                   |
| 2021 | MBC    | 섹션TV 연예통신                | MC     | 2015년 8월 2일~2017년 5월 14일    |
| 2021 | MBC    | 손현주의 간이역                | MC     | 2021년 2월 27일~2021년 7월 10일   |
| 2022 | SBS    | 꼬리에 꼬리를 무는 그날 이야기 | 게스트 | 2022년 6월 9일                    |
| 2022 | SBS    | 찐친 이상 출발 딱 한 번 간다면 | 게스트 | 2022년 10월 27일~2022년 12월 29일 |
| 2023 | JTBC   | 뉴스룸                         | 게스트 | 2023년 3월 26일                   |
| 2023 | tvN    | 유 퀴즈 온 더 블럭             | 게스트 | 2023년 8월 2일                    |
| 2023 | SBS    | 무장해제                       | 게스트 | 2023년 8월 22일                   |

### 웹예능
| 연도 | 방송사 | 제목          | 역할   | 비고 |
| ---- | ------ | ------------- | ------ | ---- |
| 2024 | 유튜브 | 핑계고        | 게스트 |      |
| 2024 | 유튜브 | 덱스의 냉터뷰 | 게스트 |      |

### 광고
| 연도 | 기업           | 제품명 |
| ---- | -------------- | ------ |
| 2015 | 아모레퍼시픽   | 한율   |
| 2015 | 카페 데 플뢰르 |        |
| 2015 | 더베이직하우스 | 리그   |

## 수상 및 후보
| 연도 | 시상식                                     | 부문                                       | 작품                      | 결과 | 출처   |
| ---- | ------------------------------------------ | ------------------------------------------ | ------------------------- | ---- | ------ |
| 2014 | 제23회 부일영화상                          | 신인 여자연기상                            | 인간중독                  | 수상 | [ 3 ]  |
| 2014 | 제34회 한국영화평론가협회상                | 신인여우상                                 | 인간중독                  | 수상 | [ 4 ]  |
| 2014 | 제51회 대종상                              | 신인여우상                                 | 인간중독                  | 수상 | [ 5 ]  |
| 2014 | 제35회 청룡영화상                          | 신인여우상                                 | 인간중독                  | 후보 | [ 6 ]  |
| 2015 | 제10회 맥스무비 최고의 영화상              | 최고의 여자신인배우상                      | 인간중독                  | 후보 | [ 7 ]  |
| 2015 | 제51회 백상예술대상                        | 영화부문 여자 신인연기상                   | 인간중독                  | 후보 | [ 8 ]  |
| 2015 | 제8회 코리아 드라마 어워즈                 | 여자 신인연기상                            | 상류사회                  | 수상 | [ 9 ]  |
| 2015 | 제4회 에이판 스타 어워즈                   | 여자 신인연기상                            | 상류사회                  | 수상 | [ 10 ] |
| 2015 | SBS 연기대상                               | 뉴스타상                                   | 상류사회                  | 수상 | [ 11 ] |
| 2015 | MBC 방송연예대상                           | 뮤직·토크쇼부문 여자 우수상                | 섹션TV 연예통신           | 수상 | [ 12 ] |
| 2016 | MBC 연기대상                               | 연속극부문 여자 우수연기상                 | 불어라 미풍아             | 수상 |        |
| 2019 | 2019 아시아 모델 어워즈                    | 한국모델스타상                             | 빈칸                      | 수상 |        |
| 2019 | 제4회 아시아 아티스트 어워즈               | 베스트 이모티브상                          | 빈칸                      | 수상 |        |
| 2019 | MBC 연기대상                               | 대상                                       | 웰컴2라이프               | 후보 |        |
| 2019 | MBC 연기대상                               | 월화·특별기획드라마부문 여자 최우수연기상  | 웰컴2라이프               | 수상 |        |
| 2019 | MBC 연기대상                               | 최고의 1분 커플 (with 정지훈)              | 웰컴2라이프               | 후보 |        |
| 2022 | 제58회 대종상                              | 여우조연상                                 | 유체이탈자                | 후보 |        |
| 2023 | 제59회 백상예술대상                        | TV부문 여자 조연상                         | 더 글로리                 | 수상 |        |
| 2023 | 제2회 청룡 시리즈 어워즈                   | 드라마 부문 여우조연상                     | 더 글로리                 | 수상 |        |
| 2023 | 벡델데이 2023                              | 시리즈부문 벡델리안 배우상                 | 더 글로리, 마당이 있는 집 | 수상 |        |
| 2023 | 2023 올해의 브랜드 대상                    | 여자배우(OTT)                              | 더 글로리                 | 수상 |        |
| 2023 | 제5회 아시아콘텐츠어워즈 & 글로벌OTT어워즈 | 여자 조연배우상                            | 더 글로리                 | 수상 |        |
| 2023 | 펀덱스 어워드 2023                         | OTT 드라마 출연자 여자 최우수상            | 더 글로리                 | 수상 |        |
| 2023 | Asian Academy Creative Awards              | 여우조연상                                 | 더 글로리                 | 수상 |        |
| 2023 | SBS 연기대상                               | 미니시리즈 장르·액션부문 여자 최우수연기상 | 국민사형투표              | 후보 |        |
| 2024 | 대한민국 퍼스트브랜드 대상                 | 여자배우 부문 (드라마)                     | 국민사형투표              | 수상 |        |
| 2024 | 대한민국 퍼스트브랜드 대상                 | 여자배우 부문 (베트남)                     | 국민사형투표              | 수상 |        |
| 2024 | 제60회 백상예술대상                        | TV부문 여자 최우수연기상                   | 마당이 있는 집            | 후보 |        |
| 2024 | 제33회 부일영화상                          | 여우조연상                                 | 리볼버                    | 수상 |        |
| 2024 | 제45회 청룡영화상                          | 여우조연상                                 | 리볼버                    | 후보 |        |
| 2024 | 제45회 청룡영화상                          | 청정원 인기스타상                          | 리볼버                    | 수상 |        |
| 2024 | 제9회 런던아시아영화제                     | 베스트 액터상                              | 리볼버                    | 수상 |        |
| 2025 | 제18회 아시안 필름 어워즈                  | 여우조연상                                 | 리볼버                    | 후보 |        |
| 2025 | 제61회 백상예술대상                        | 영화부문 여자 조연상                       | 리볼버                    | 후보 |        |